# Real Colorado Foxes
El Real Colorado Foxes fue un equipo de fútbol de los Estados Unidos que jugó en la USL Premier Development League, la cuarta liga de fútbol más importante del país.

## Historia
Fue fundado en el año 2008 en la ciudad de Highlands Ranch, Colorado como un equipo de expansión en la USL Premier Development League en la temporada 2009.
Su primer partido oficial lo jugaron el 9 de mayo del 2009 ante el Kansas City Brass, con triunfo para los Foxes 3-2, y Chris Salvaggione anotó el primer gol en la historia de la franquicia.
En la temporada 2011 clasificaron por primera vez a la US Open Cup, en la que los eliminaron los Kitsap Pumas en la tercera ronda con un marcador de 1-3.

## Estadios
- Shea Stadium; Highlands Ranch, Colorado (2009–)
- Englewood High School; Englewood, Colorado 1 juego (2010)
- Heritage Stadium; Highlands Ranch, Colorado 1 juego (2010)
- Washburn Field en Colorado College; Colorado Springs, Colorado 1 juego (2011)
- CSM Soccer Stadium en Colorado School of Mines; Golden, Colorado 2 juegos (2012)

## Entrenadores
- Lorne Donaldson (2009-2010, 2012–2013)
- Leigh Davies (2011-2012)
- Stoner Tadlock (2013–)

## Jugadores

### Jugadores destacados
- Chris Salvaggione
- Brad Stisser
- Joe Willis